# Князівська волость (Путивльський повіт)
Князівська волость — адміністративно-територіальна одиниця Путивльського повіту Курської губернії.
Станом на 1880 рік — складалася з 35 поселень, 32 сільських громад. Населення — 5536 осіб (2356 чоловічої статі та 2180 — жіночої), 731 дворове господарство.
|                     | Площа, десятин | У тому числі орної, десятин |
| ------------------- | -------------- | --------------------------- |
| Сільських громад    | 3688           | 3205                        |
| Приватної власності | 7972           | 4848                        |
| Іншої власності     | 82             | 66                          |
| Загалом             | 11742          | 8119                        |

Найбільші поселення волості:
- Князеве — колишнє власницьке та державне село при річці Берюха за 30 верст від повітового міста, 693 особи, 76 дворів, православна церква, школа.
- Шульгіне (Ходине) — колишнє власницьке при річці Лапуга, 248 осіб, 24 двори, православна церква.